# Butter in a Lordly Dish
Butter in a Lordly Dish (svenska: Smör i en herrskapsskål) är namnet på en halvtimmes radiopjäs skriven av Agatha Christie och uruppförd på BBC Radio Light Programme tisdagen den 13 januari 1948 kl 21.30 på Mystery Playhouse presents The Detection Club.

## Historia
Butter in a Lordly Dish är ett av Christies minst kända verk. Titeln kommer från Bibeln och Domarboken 5:25 – "Han bad om vatten, hon gav honom mjölk, bjöd honom smör i herrskapsskål", där "han" syftar på Sisera och "hon" är Jael, och Jael dödar Sisera genom att slå en tältpinne genom hans huvud. Samma öde väntar Sir Luke Enderby i Christies pjäs i händerna på Julia Keene. Jack Malvern från The Times kallade det "en av Agatha Christies mest ohyggliga mordkomplotter".
Pjäsen var en i en serie av sex skrivna av medlemmar i Detection Club för att samla in pengar till organisationen. De övriga fem pjäserna och deras första sändningar (alla på tisdagar kl. 21.30) är följande:
- The Murder at Warbeck Hall by Cyril Hare sändes den 27 januari 1948
- A Nice Cup of Tea av Anthony Gilbert sändes den 3 februari 1948
- Sweet Death av Christianna Brand sändes den 10 februari 1948
- Bubble, Bubble, Toil and Trouble av E. C. R. Lorac sändes den 17 februari 1948
- Where Do We Go From Here? av Dorothy L Sayers sändes den 24 februari 1948

Pjäsen fick sin första uppsättning sedan 1948 som en del av Agatha Christie Theatre Festival 2001 på Palace Theatre, Westcliff-on-Sea och har ibland spelats sedan dess som ett speciellt evenemang. Pjäsen ingick i Murder on Air, en specialproduktion från 22 april till 3 maj 2008 av Agatha Christie Theatre Company av tre av Christies radiopjäser (de andra två är Gul iris och Personal Call) på Theatre Royal i Windsor. Den sattes också upp som en del av Agatha Christie's The BBC Murders, som producerades på Parker Playhouse i södra Florida 2013.

## Upptäckt
Man trodde inte att det existerade någon inspelning. Den hittades dock tillsammans med två andra försvunna pjäser bland okatalogiserat material av frilansande ljudproducenten Charles Norton och BBC:s ljudarkivarie Sean Whyton. Inspelningar av pjäserna släpptes den 17 september 2015 som en CD och som en digital nedladdning med titeln The Lost Plays, publicerad av BBC Audio två dagar efter 125-årsdagen av Agatha Christies födelse.

## Handling
På ett pensionat vid Pimlico Road som drivs av en mrs Petter tar en av gästerna, Julia Keene, avsked efter att ha vistats där en kort tid. Mrs Petters dotter Florrie, som har sett Julia lämna ett flott cocktailparty i ett hus i Mayfair, undrar varför damen har bott hos dem. Florrie har utstuderade och fantasifulla misstankar om att Julia är inblandad i ett gäng inbrottstjuvar och hennes jobb är att reka ut reviret före de andra gängmedlemmarna. Florries mamma fnyser åt sin dotters idéer.
Samtalet kommer in på andra brott och de senaste nyheterna i tidningarna om en rättegång i Old Bailey som involverar en taxichaufför där juryn fortfarande överväger sin dom. Florrie är föraktfull mot domarens sammanfattning men lovordar det rapporterade åklagartalet av Sir Luke Enderby. Han är en välkänd King's Counsel som blev allmänt känd för att framgångsrikt åtala en man vid namn Henry Garfield i ett seriemördarfall känt som "Blondinerna på stranden". Den anklagade var en snygg man som attraherade kvinnor och mrs Petter använder detta exempel som en ursäkt för att säga till sin dotter att vara försiktig med de män hon möter. Deras samtal avbryts av Julia som ber att få använda deras telefon. Hon lämnas ensam att ringa samtalet och hon ringer upp ett hus i Chishold Gardens där hon ber att få tala med Sir Luke Enderby...
Butlern Hayward berättar för Julia över telefon att Sir Luke ännu inte är tillbaka från Old Bailey. Efter att ha avslutat telefonsamtalet släpper Hayward in en besökare i huset – societetsdamen Susan Warren. Sir Luke anländer strax efteråt från rättegången efter att ha vunnit sin fällande dom. Strax därefter kommer hans fru hem efter en dag på Christie's och hon och Susan pratar snart om juryns natur och de domar de kommer fram till – särskilt när det finns ett antal kvinnor i juryn som kan påverkas av sina känslor för den anklagade. Liksom mrs Petter och Florrie citerar de fallet med Garfield och "Blondinerna på stranden".
Sir Luke tillkännager att han ska resa till Liverpool samma kväll i ett annat fall, till lady Enderbys förvåning, som inte visste något om denna plan. Han ger sig snart av och Susan sympatiserar med Lady Enderby på grund av hennes makes ständiga otrohet. Lady Enderby är filosofisk – han var i alla fall inte otrogen på deras smekmånad för tio år sedan! Han är hängiven deras pojkar och vänlig och omtänksam mot henne. Hon är säker på att hans flört är just det – meningslösa möten.
När Sir Luke anländer till Paddington träffar han sin senaste flamma – Julia Keene. De kliver på tåget och åker till en station som märkligt nog kallas " Varningsstopp ". Därifrån går de över fälten till en enslig stuga som Julia har hittat för deras mötes där hon redan har tagit in mat till en måltid. Efter att en varm brasa har tänts kommer hon in med en måltid med mat som sällan skådats under ransoneringstiden, bland annat anka, paté och ett stort fat med smör – "Smör i en herrskapsskål" som Julia kallar det.
Efter måltiden häller hon upp kaffe åt honom och än en gång kommer samtalet in på Sir Lukes arbete. Julia frågar honom om han är bekymrad över att hans vältalighet kan leda till avrättning av en människa och hon tar också upp ämnet Henry Garfield. Sir Luke berättar för henne att det inte fanns något tvivel om mannens skuld enligt hans uppfattning: han hade känt samröre med offren och han undvek bara att bli arresterad de första gångerna på grund av alibin från sin fru. Hon kunde också ha påverkat rättegången om det inte vore för det faktum att hon då låg sjuk på sjukhus i tyfus.
Sir Luke får plötsligt besvär av kramp i benet och frasen "Smör i en herrskapsskål" oroar honom också. Hans kramper blir värre och hans syn börjar också bli suddig. Ändå kan han fortfarande se något och är förbryllad över Julias agerande när hon plockar upp en hammare och spik. Hon nämner Sisera och Jael och Sir Luke blir påmind om var uttrycket "Smör i en herrskapsskål" kommer ifrån.
När hans tillstånd försämras ytterligare erkänner Julia tre saker: Att hon har drogat hans kaffe, att hon inte är Julia Keene utan Julia Garfield och att det var hon och inte hennes man som dödade alla kvinnor som Henry Garfield hade affärer med. Till skillnad från lady Enderby var hon inte beredd att stå ut med sin makes otrohet, men hon älskade honom ändå. Medan Sir Luke kämpar för att röra sig, fullbordar Julia den bibliska anspelningen genom att slå en spik i hans huvud...